# 立川幸朝
立川 幸朝（たてかわ こうちょう、1998年1月31日 - ）は、落語芸術協会に所属する落語家。出囃子∶『おはん』、紋∶『丸に三階松』。本名∶久田見 祥吾。広島県福山市出身。

## 経歴
2017年、立川談幸に入門。前座名は「幸吾」。9月1日に楽屋入り。
2021年9月21日、新宿末廣亭9月下席（三遊亭遊之介主任）より二ツ目昇進、「幸朝」と改名。

## 芸歴
- 2017年∶立川談幸に入門、前座名「幸吾」。
- 2021年9月∶二ツ目昇進、「幸朝」と改名[2]。

## 出演
- 笑点特大号「超若手大喜利」（2023年10月24日、BS日テレ）